# Крис Браун
Крис Браун (на английски: Christopher Maurice 'Chris' Brown) е американски певец, актьор, танцьор и текстописец.

## Биография и творчество
Крис Браун е роден на 5 май 1989 година в малък град в щата Вирджиния. Още в ранна детска възраст започва да пее и танцува, и сочи Майкъл Джексън, Стиви Уондър, Анита Бейкър и Арета Франклин, като негово вдъхновение. Майката на Браун го записва докато изпълнява песен на Ъшър и започва да търси възможност за договор със звукозаписна компания. Той прави своя дебют през 2005 година с албума „Chris Brown“, когато е на 16 години. Този албум включва песента „Run it!“, която се изкачва на върха на класацията Billboard Hot 100 и го прави първият мъж музикален изпълнител (след Монтел Джордан през 1995 г.)., чийто дебютен албум се изкачва на върха. Вторият му албум „Exclusive“ излиза през 2007 година, също при голям успех. Третият албум „Graffiti“ излиза през декември 2009 година, но не достига успеха на първите два, макар че някои песни се изкачват до 20-а позиция в класациите. Намалялата му това време популярност се дължи отчасти на последствията от побоя над певицата Риана, за което Крис получава условна присъда и му е забранено да приближава певицата на по-малко от 10 метра. През 2011 той се завръща успешно на музикалната сцена с албума си „F.A.M.E.“, който достига първата позиция в Съединените американски щати и Австралия, през 2012 същият албум печели награда Грами за най-добър R&B албум, която е първата за Крис.

## Личен живот
През 2009 година Крис Браун бе осъден на пробация и обществено полезен труд за нападение над бившата си приятелка – Риана. През 2019 г. Крис Браун и други двама души са задържани, след като младата 25-годишна жена се оплакала, че е била изнасилена от тях в Париж в нощта на 15 срещу 16 януари.
Крис Браун има дъщеря Ройълти от връзката си с модела Ниа Гусман и дете от бившата си приятелка Амика Харис. Браун така е имал любовни връзки с модела Каруче Тран.

## Дискография

### Албуми
- „Chris Brown“ (2005)
- „Exclusive“ (2007)
- „Graffiti“ (2009)
- „F.A.M.E.“ (2011)
- „Fortune“ (2012)
- „Royalty“ (2015)
- „Indigo“ (2019)

### Сингли
- Run It! (2005)
- Yo (Excuse Me Miss) (2005)
- Gimme That (2006)
- Say Goodbye (2006)
- Poppin’ (2006)
- Wall to Wall (2007)
- Kiss Kiss (2007)
- With You (2007)
- No Air (2008)
- Take You Down (2008)
- Forever (2008)
- Superhuman (2008)
- I Can Transform Ya (2009)
- Crawl (2009)
- Deuces (2010)
- Yeah 3x (2010)
- No Bullshit (2011)
- Look at Me Now (2011)
- Beautiful People (2011)
- She Ain't You (2011)
- Next 2 You (2011)
- Wet the Bed (2011)
- International Love (2011)
- Strip (2011)
- Turn Up the Music (2012)
- Sweet Love (2012)
- Till I Die (2012)
- Don't Wake Up (2012)
- Don't Judge Me (2012)
- Fine China (2013)
- Don't Think They Know (2013)
- Loyal (2014)
- Ayo (2015)
- Five More Hours (2015)
- Bitches N Marijuana (2015)
- Fun (2015)
- Do it Again (2015)
- All Eyes On You (2015)
- Body On Me (2015)
- Put On (2015)